# Våler (Østfold)
Våler is een gemeente in de Noorse provincie Østfold. De gemeente telde 5355 inwoners in januari 2017.

## Plaatsen in de gemeente
- Kirkebygden
- Svinndal
- Våk